# Muntanya del Socarrat
La Muntanya del Socarrat és una muntanya de 593 metres que es troba al municipi de Cervià de les Garrigues, a la comarca catalana de les Garrigues.